# Ловища
Лови́ща — село в Україні, у Турійській селищній громаді Ковельського району Волинської області. Населення становить 192 особи.

## Географія
Селом протікає річка Стохід.

## Історія
У 1906 році село Новодвірської волості Володимир-Волинського повіту Волинської губернії. Відстань від повітового міста 38 верст, від волості 3. Дворів 17, мешканців 120.
12 червня 2020 року, відповідно до розпорядження Кабінету Міністрів України № 708-р «Про визначення адміністративних центрів та затвердження територій територіальних громад Волинської області», увійшло до складу Турійської селищної територіальної громади.
19 липня 2020 року, в результаті адміністративно-територіальної реформи та ліквідації  Турійського району, село увійшло до новоутвореного Ковельського району. 

## Населення
Згідно з переписом УРСР 1989 року чисельність наявного населення села становила 222 особи, з яких 100 чоловіків та 122 жінки.
За переписом населення України 2001 року в селі мешкали 192 особи.

### Мова
Розподіл населення за рідною мовою за даними перепису 2001 року:
| Мова       | Відсоток |
| ---------- | -------- |
| українська | 99,48 %  |
| білоруська | 0,52 %   |